# 威廉·菲尔丁·奥格本
威廉·菲尔丁·奥格本（英語：William Fielding Ogburn，1886年6月29日—1959年4月27日），美国社会学家，佐治亚州巴特勒人。1905年获默塞尔大学文学学士学位，1912年获哥伦比亚大学博士学位，后在普林斯顿大学任教。历任美国社会学会会长、美国统计学会主席等职。他认为文化是社会的根本要素，是社会遗产的总和，是民族生活的形式，对社会变迁尤其关注。他将统计学作为证明自己假说的证据，强调技术的作用。主要著作有：《社会变迁：关于文化和本性》（1922）、《社会科学及其相互关系》（与A．A．格尔登维索合著，1927）、《社会学》（与M．F．尼姆科夫合著，1940年）、《文化和社会变迁文集》（O．D．邓肯编，1964）等。